# 吴美蓉
吴美蓉（1936年1月21日—2024年7月28日），是一位中国航天科技专家、国际宇航科学院院士，中国共产党黨員。她曾担任中国资源卫星应用中心筹备组负责人、主任、资源卫星工程应用系统总设计师兼总指挥。

## 生平
1935年12月27日出生于江苏省常州市，1952年考入西北工学院（现西北工业大学），1953年到北京俄专留苏预备部学习，1954年至1960年在莫斯科动力学院，获得硕士学位。
2021年6月6日，和另一位國際宇航科學院的院士王晉年一起被航天投资控股有限公司党委书记、董事长张陶大打出手，脊椎骨折、住院手术。

## 荣誉
2014年1月10日，在美国华盛顿召开的世界航天局长峰会上，被授予冯·卡门奖，是国际宇航界获此殊荣的第一位女航天科技专家。